# Руднична монета

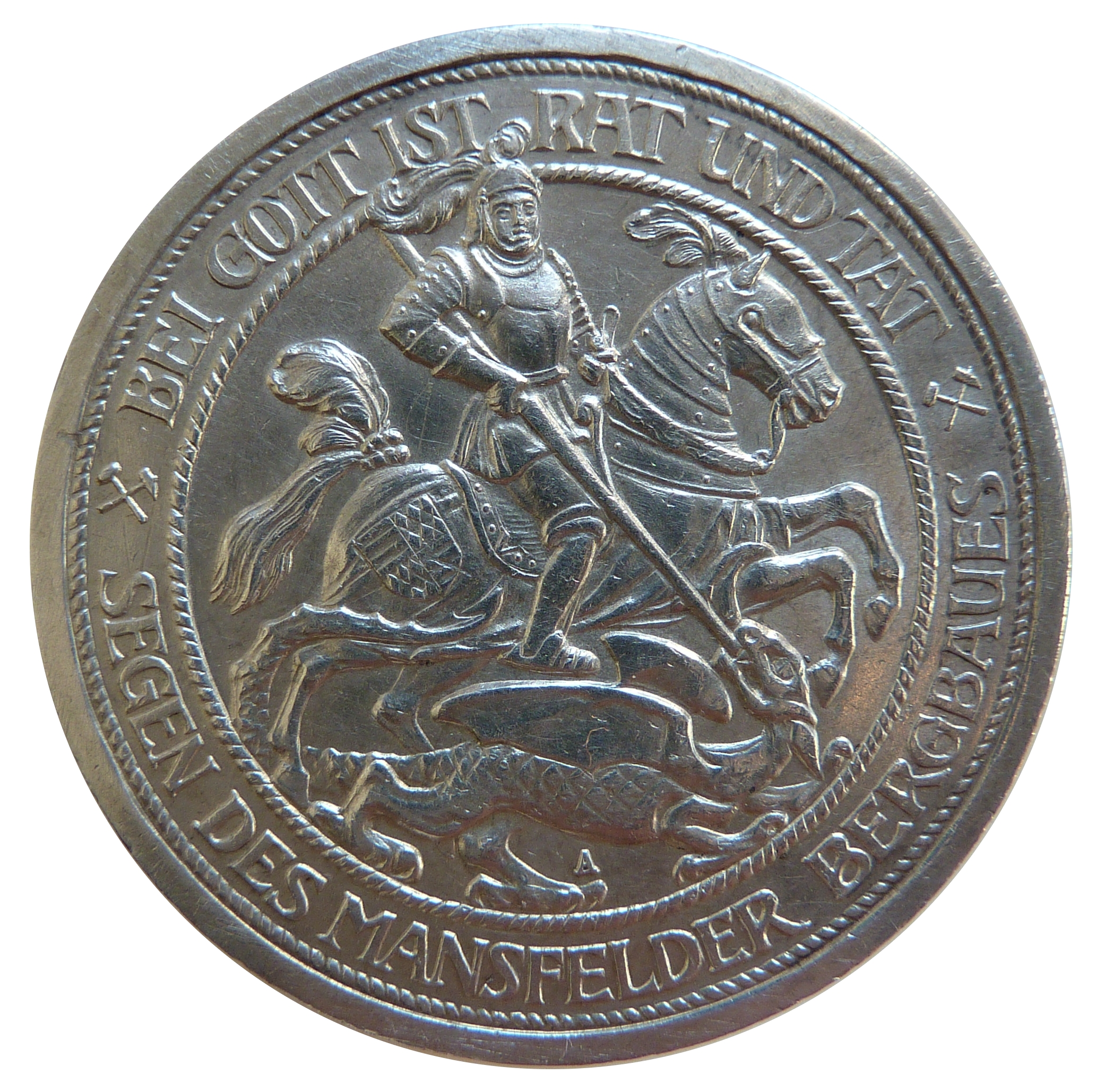
3 прусські марки 1915 року. Напис «SEGEN DES MANSFELDER BERGBAUES» означає «З благ рудників Мансфельда»

Руднична монета (нім. Ausbeutemünze) — монета, викарбувана з металу певної копальні або області. На ній обов'язково є назва або символічне зображення місця видобутого металу, з якого виготовлено монету. Перші копальні монети з написом «METALLI PANNONICI» відносяться до часу правління імператора Траяна (98-117). Також відомі випуски часів Каролінгів.
Найбільшого поширення рудничні монети набули у XVII-XIX століттях у німецькомовних державах. Їх могли випускати як із срібла (наприклад, рудничні талери, гульдени ), так і із золота (наприклад, дукати річкового золота).